# Sir (Tulkarem)
Pour les articles homonymes, voir Sir.
Khirbet Sir, en arabe : خربة صير ou Sir, est un village du gouvernorat de Tulkarem en Palestine, au nord-ouest de la Cisjordanie. Il est situé à 8 kilomètres à l'est de Qalqilya. Selon le recensement du Bureau central palestinien des statistiques, la localité compte une population de 645 habitants en 2017.